# Măzili
Măzili – wieś w Rumunii, w okręgu Vâlcea, w gminie Sutești. W 2011 roku liczyła 233 mieszkańców.